# All Saints’ South Elmham
All Saints’ South Elmham – wieś w Anglii, w Suffolk. W roku 1841 wieś liczyła 224 mieszkańców, a w 1870-72 liczyła 197 osób mieszkających w 46 domach. Kościół Wszystkich Świętych w tej miejscowości jest jednym z 38 istniejących okrągłych wież kościołów w Suffolk.